# Улу-бурунський корабель
Улу-бурунський корабель (тур. Uluburun batığı) — фінікійський корабель, який затонув біля мису Улу-Бурун поблизу міста Каш (турецький іл Анталія) в кінці XIV століття до н. е. Його виявлення пірнальниками у 1982 році стало сенсацією в науковому співтоваристві. Знадобилося 11 сезонів (з 1984 по 1994 роки), щоб підняти його залишки на поверхню.
Модель корабля в натуральну величину виставлена в музеї підводної археології міста Бодрум. Його довжина становила 15 метрів, а вантажопідйомність — 20 тонн. Корпус корабля був зроблений з кедра. На місці аварії корабля виявлені численні уламки весел (довжиною до 170 см) і 24 кам'яних якорі (від 120 до 210 кг вагою).

## Дата кораблетрощі

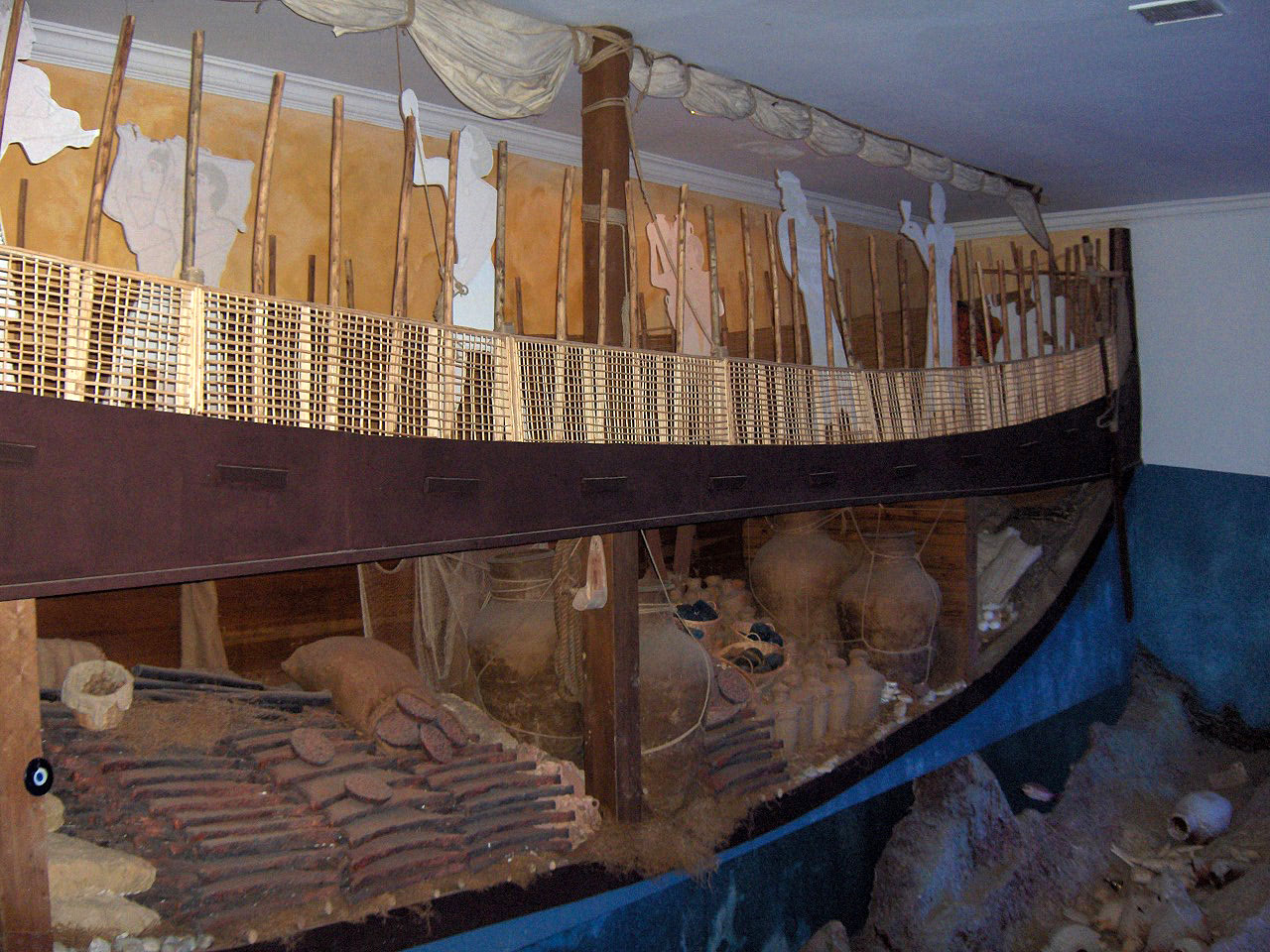
Модель корабля в натуральну величину

За допомогою дендрохронологічних досліджень збережених дерев'яних частин корабля, проведених доктором Джемалем Пулаком (Dr. Cemal Pulak, Texas A&M University), визначена приблизна дата побудови судна — близько 1400 року до н. е.
Професор Пітер Куніхольм (Prof. Peter lan Kuniholm, Cornell University) проводив дослідження дерев'яних частин вантажу корабля. За його результатами (із застереженнями, пов'язаними з нечисленністю і поганим збереженням зразків), корабель затонув близько 1316—1305 року до н. е.
Таке датування добре підтверджується знайденою на борту корабля керамікою, яка перебувала археологами в шарах, що мають хронологічну прив'язку до затемнення Мурсілі 1312 року до н. е.

## Вантаж корабля
З морського дна археологи витягли щонайменше 18 000 предметів, які походять з семи країн стародавнього світу. Самих лише злитків міді та олова досить, щоб забезпечити бронзовими обладунками 300 воїнів. Вантаж корабля дозволяє судити про розмах міжнародної морської торгівлі наприкінці бронзової доби. Багато знахідок нині експонуються в замку госпітальєрів у Бодрумі.
Сировина
- 354 злитки міді загальною масою 10 тонн
- 40 злитків олова загальною масою близько 1 тонни
- 175 злитків скла

Продукти харчування
- жолуді, мигдаль, фініки, оливки, гранати.

Ювелірні вироби
- Золотий скарабей з ім'ям Нефертіті.
- Страусові яйця

Зброя
- Чотири мечі ханаанського, мікенського та італійського (?) типів.
- Кам'яна сокира культового призначення.

Ученим не вдалося однозначно встановити, належав корабель приватній особі або правителю, звідки і куди рухався. Тільки микенський посуд має сліди зносу, що, можливо, вказує на його приналежність грекам.